# Regierung der Elfenbeinküste
Dies ist eine Liste der Regierungen der Elfenbeinküste. Das Staatswesen der Elfenbeinküste wechselte am 7. August 1960 vom Status Französische Kolonien in Communauté française und 1961 in Frankophonie.
| Präsident              | Premierminister          | Regierungsbildung | Auflösung der Regierung | Regierungskabinett                      | Bemerkung |
| ---------------------- | ------------------------ | ----------------- | ----------------------- | --------------------------------------- | --- |
|                        | Auguste Denise           | 15. Mai 1957      | 26. Juli 1958           |                                         | vice-président du Conseil de gouvernement                                                                           |
|                        | Auguste Denise           | 26. Juli 1958     | 4. Dez. 1958            |                                         | Président du Conseil de gouvernement                                                                                |
|                        | Auguste Denise           | 4. Dez. 1958      | 30. Apr. 1959           |                                         | président du gouvernement provisoire de Côte d’Ivoire de décembre 1958 à avril 1959                                 |
|                        | Félix Houphouët-Boigny   | 2. Mai 1959       | 7. Aug. 1960            |                                         | Präsident von Frankreichs Gnaden                                                                                    |
|                        | Félix Houphouët-Boigny   | 7. Aug. 1960      | 27. Nov. 1960           |                                         | |
|                        | Félix Houphouët-Boigny   | 27. Nov. 1960     | 3. Jan. 1961            |                                         | |
| Félix Houphouët-Boigny |                          | 3. Jan. 1961      | 1963                    | Gouvernement Houphouët-Boigny I         | lässt den Posten des Premierministers abschaffen und regiert als Präsident                                          |
| Félix Houphouët-Boigny |                          | 15. Feb. 1963     | 1. Sep. 1963            | Gouvernement Houphouët-Boigny II        | regiert als Präsident                                                                                               |
| Félix Houphouët-Boigny |                          | 10. Sep. 1963     | 1. Jan. 1966            | Gouvernement Houphouët-Boigny III       | regiert als Präsident                                                                                               |
| Félix Houphouët-Boigny |                          | 21. Jan. 1966     | 1. Sep. 1968            | Gouvernement Houphouët-Boigny IV        | regiert als Präsident                                                                                               |
| Félix Houphouët-Boigny |                          | 23. Sep. 1968     | 1. Jan. 1970            | Gouvernement Houphouët-Boigny V         | regiert als Präsident                                                                                               |
| Félix Houphouët-Boigny |                          | 5. Jan. 1970      | 1. Juni 1971            | Gouvernement Houphouët-Boigny VI        | regiert als Präsident                                                                                               |
| Félix Houphouët-Boigny |                          | 8. Juni 1971      | 1. Juli 1974            | Gouvernement Houphouët-Boigny VII       | regiert als Präsident                                                                                               |
| Félix Houphouët-Boigny |                          | 24. Juli 1974     | 1. März 1977            | Gouvernement Houphouët-Boigny VIII      | regiert als Präsident                                                                                               |
| Félix Houphouët-Boigny |                          | 4. März 1977      | 1. Juli 1977            | Gouvernement Houphouët-Boigny IX        | regiert als Präsident                                                                                               |
| Félix Houphouët-Boigny |                          | 27. Juli 1977     | 1. Feb. 1978            | Gouvernement Houphouët-Boigny X         | regiert als Präsident                                                                                               |
| Félix Houphouët-Boigny |                          | 16. Feb. 1978     | 1. Feb. 1981            | Gouvernement Houphouët-Boigny XI        | regiert als Präsident                                                                                               |
| Félix Houphouët-Boigny |                          | 2. Feb. 1981      | 1. Nov. 1983            | Regierung Houphouët-Boigny XII          | regiert als Präsident                                                                                               |
| Félix Houphouët-Boigny |                          | 18. Nov. 1983     | 10. Juli 1986           | Regierung Houphouët-Boigny XIII         | regiert als Präsident                                                                                               |
| Félix Houphouët-Boigny |                          | 10. Juli 1986     | 1. Okt. 1989            | Regierung Houphouët-Boigny XIV          | regiert als Präsident                                                                                               |
| Félix Houphouët-Boigny |                          | 16. Okt. 1989     | 1. Nov. 1990            | Regierung Houphouët-Boigny XV           | regiert als Präsident                                                                                               |
| Félix Houphouët-Boigny |                          | 30. Nov. 1990     | 7. Dez. 1993            | Gouvernement Ouattara                   | |
| Henri Konan Bédié      | Daniel Kablan Duncan     | 15. Dez. 1993     | 17. Juni 1905           | Gouvernement Kablan Duncan I            | |
| Henri Konan Bédié      | Daniel Kablan Duncan     | 1995              | 20. Juni 1905           | Gouvernement Kablan Duncan II           | |
| Henri Konan Bédié      | Daniel Kablan Duncan     | 1998              | 21. Juni 1905           | Gouvernement Kablan Duncan III          | |
| Robert Guéï            | Seydou Diarra            | 24. Dez. 1999     | 26. Okt. 2000           | Gouvernement Diarra I                   | |
| Laurent Gbagbo         | Pascal Affi N’Guessan    | 30. Okt. 2000     | 1. März 2001            | Gouvernement Affi N’Guessan I           | |
| Laurent Gbagbo         | Pascal Affi N’Guessan    | 4. März 2001      | 1. Aug. 2002            | Gouvernement Affi N’Guessan II          | |
| Laurent Gbagbo         | Pascal Affi N’Guessan    | 5. Aug. 2002      | 1. Okt. 2002            | Gouvernement Affi N’Guessan III         | |
| Laurent Gbagbo         | Pascal Affi N’Guessan    | Okt. 2002         | 1. Jan. 2003            | Gouvernement Affi N’Guessan IV          | |
| Laurent Gbagbo         |                          | Jan. 2003         |                         | ivronische Regierung vom Januar 2003    | |
| Laurent Gbagbo         | Seydou Diarra            | 13. März 2001     | Sep. 2003               | Gouvernement Diarra II                  | |
| Laurent Gbagbo         |                          | Sep. 2003         |                         | ivronische Regierung vom September 2003 | |
| Laurent Gbagbo         | Charles Konan Banny      | 28. Sep. 2005     | 1. Sep. 2006            | Gouvernement Charles Konan Banny I      | |
| Laurent Gbagbo         | Charles Konan Banny      | 16. Sep. 2006     | 1. März 2007            | Gouvernement Charles Konan Banny II     | |
| Laurent Gbagbo         | Guillaume Soro           | 7. März 2007      | 12. Feb. 2010           | Gouvernement Soro I                     | |
| Laurent Gbagbo         | Guillaume Soro           | 23. Feb. 2010     | 5. Nov. 2010            | Gouvernement Soro II                    | |
| Laurent Gbagbo         | Gilbert Marie N’gbo Aké  | 5. Nov. 2010      | 11. Apr. 2011           | Regierung Aké N’Gbo                     | |
| Alassane Ouattara      | Guillaume Soro           | 11. Apr. 2011     | 1. Juni 2011            | Regierung Soro III                      | Gegenregierung unter Laurent Gbagbo bei der Chronik der Regierungskrise in der Elfenbeinküste 2010/2011 entmachtet. |
| Alassane Ouattara      | Guillaume Soro           | 1. Juni 2011      | 13. März 2012           | Gouvernement Soro IV                    | |
| Alassane Ouattara      | Jeannot Ahoussou-Kouadio | 13. März 2012     | 14. Nov. 2012           | Regierung Ahoussou-Kouadio              | |
| Alassane Ouattara      | Daniel Kablan Duncan     | 21. Nov. 2012     | 6. Jan. 2017            | Gouvernement Kablan Duncan IV           | |
| Alassane Ouattara      | Amadou Gon Coulibaly     | 10. Jan. 2017     |                         | Gouvernement Gon Coulibaly              | |
|                        |                          |                   |                         |                                         | |
|                        |                          |                   |                         | Kabinett Achi II                        | |
|                        |                          |                   |                         | Kabinett Beugré Mambé                   | |